# St. Nikolaus auf der Kleinseite
Die St.-Nikolaus-Kirche (tschechisch: chrám svatého Mikuláše, oder kostel svatého Mikuláše) steht zusammen mit dem angrenzenden ehemaligen Jesuitenkolleg in der Mitte des Kleinseitner Rings in der tschechischen Hauptstadt Prag. Das monumentale Gebäude zählt zu den bedeutendsten barocken Kirchenbauten Europas.

## Geschichte

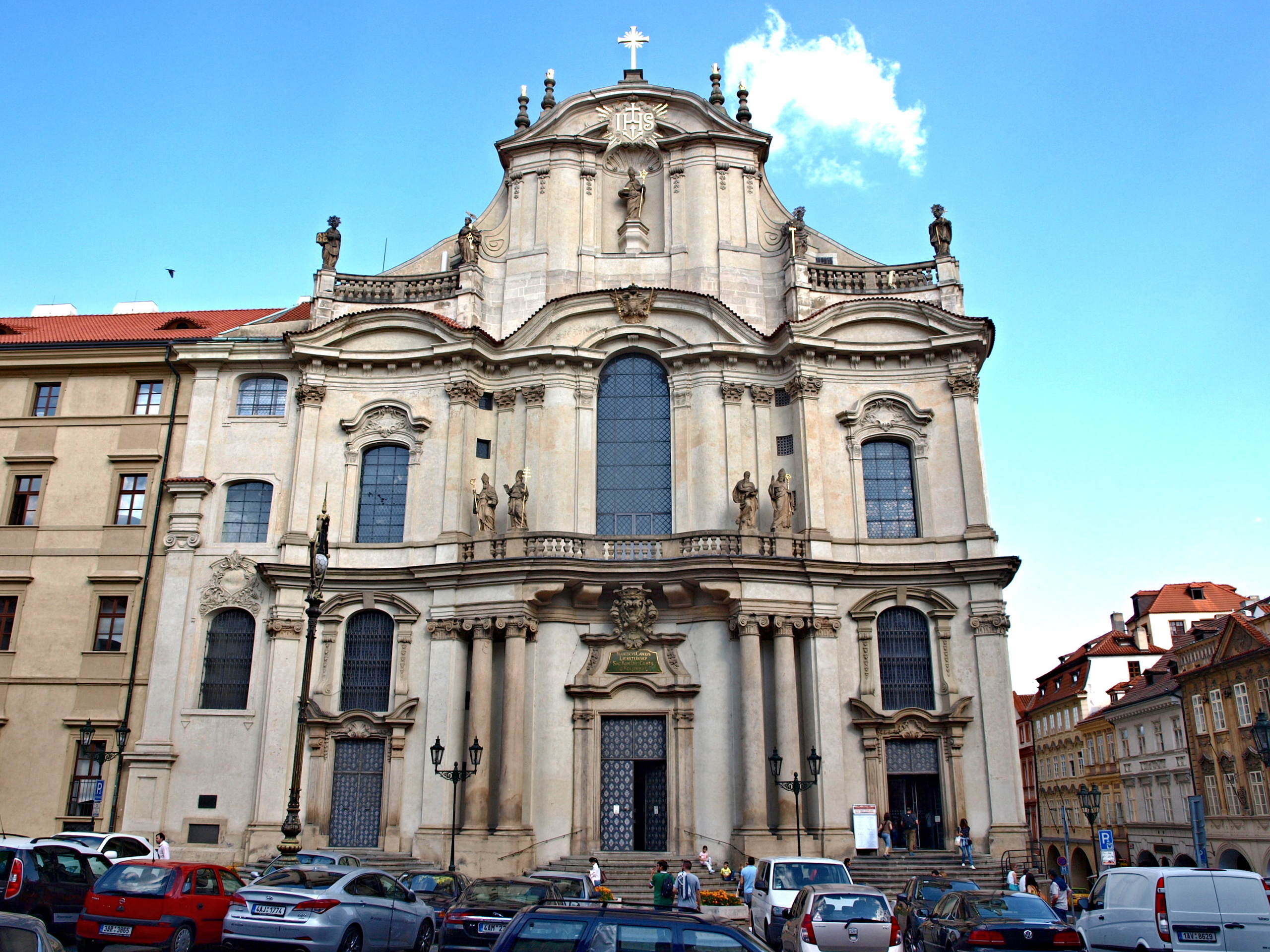
Westportal mit dem Haupteingang

In der Mitte des Kleinseitner Rings stand seit dem Jahr 1238 eine gotische Pfarrkirche des hl. Nikolaus. Mit Beginn der Rekatholisierung nach dem Sieg der katholischen Habsburger in der Schlacht am Weißen Berg wurde im Jahr 1625 die bis dahin utraquistische Kirche zusammen mit den benachbarten Gebäuden den Jesuiten übergeben. Nach dem Abbruch der bestehenden Gebäude errichteten sie in der zweiten Hälfte des 17. Jahrhunderts in der Mitte des Kleinseitner Rings einen großen Gebäudekomplex, das Jesuitenkolleg.
Der Grundstein zu der neuen an das Jesuitenkolleg angrenzenden Nikolauskirche wurde schon 1673 gelegt, mit dem Bau begannen die Jesuiten aber erst 30 Jahre später. Der Bau wurde vor allem durch eine Großspende von  Václav Libštejnský aus dem Adelsgeschlecht der Grafen von Kolowrat ermöglicht, der sein ganzes Vermögen für den Bau der neuen Kirche stiftete, bevor er in den Orden eintrat.
Unter der Federführung von Christoph Dientzenhofer entstanden in den Jahren 1703–1711 das Westportal, das Gewölbe des Hauptschiffes und die seitlichen Kapellen der hl. Barbara und der hl. Anna. Sein Sohn Kilian Ignaz Dientzenhofer schuf in den Jahren 1737–1752 das Presbyterium und beendete kurz vor seinem Tod sein Meisterwerk – die 70 Meter hohe Kuppel. Der Bau wurde von Anselmo Lurago in den Jahren 1751–1755 mit Errichtung des Glockenturms vollendet. Die Kirche wurde 1752 geweiht, aber bis in die 1760er Jahre wurde noch an ihrer Ausschmückung gearbeitet.
Der Monumentalbau hat eine Grundfläche von 40 × 60 Meter. Die beiden Türme – die Kuppel (mit der Fahne) und der Glockenturm – haben die gleiche Höhe von 79 Metern. Die massive kupferbedeckte Kuppel hat einen äußeren Durchmesser von 20 Meter. Sie ist innen 50 Meter und außen 70 Meter hoch und bildet den höchsten Innenraum eines Gebäudes in Prag.
Nach dem Auflösen des Jesuitenordens im Jahr 1775 wurde die Nikolauskirche zur katholischen Pfarrkirche der Kleinseite. Sie wurde in den Jahren 1984–1989 umfassend restauriert. Neben den regelmäßig stattfindenden Gottesdiensten wird die Kirche häufig auch für Konzerte genutzt. Der Glockenturm diente bis 1891 als Wachturm, von dem aus die Wächter Brände oder sich nähernde Feinde meldeten. In den Jahren 1950–1989 nutzten Agenten des kommunistischen Geheimdienstes den Turm für Überwachung von umliegenden Botschaften westlicher Länder. Der Turm ist seit 2010 für Besucher zugänglich, die Galerie in 65 Meter Höhe (299 Stufen) bietet einen herrlichen Ausblick über die Dächer der Kleinseite.

## Beschreibung

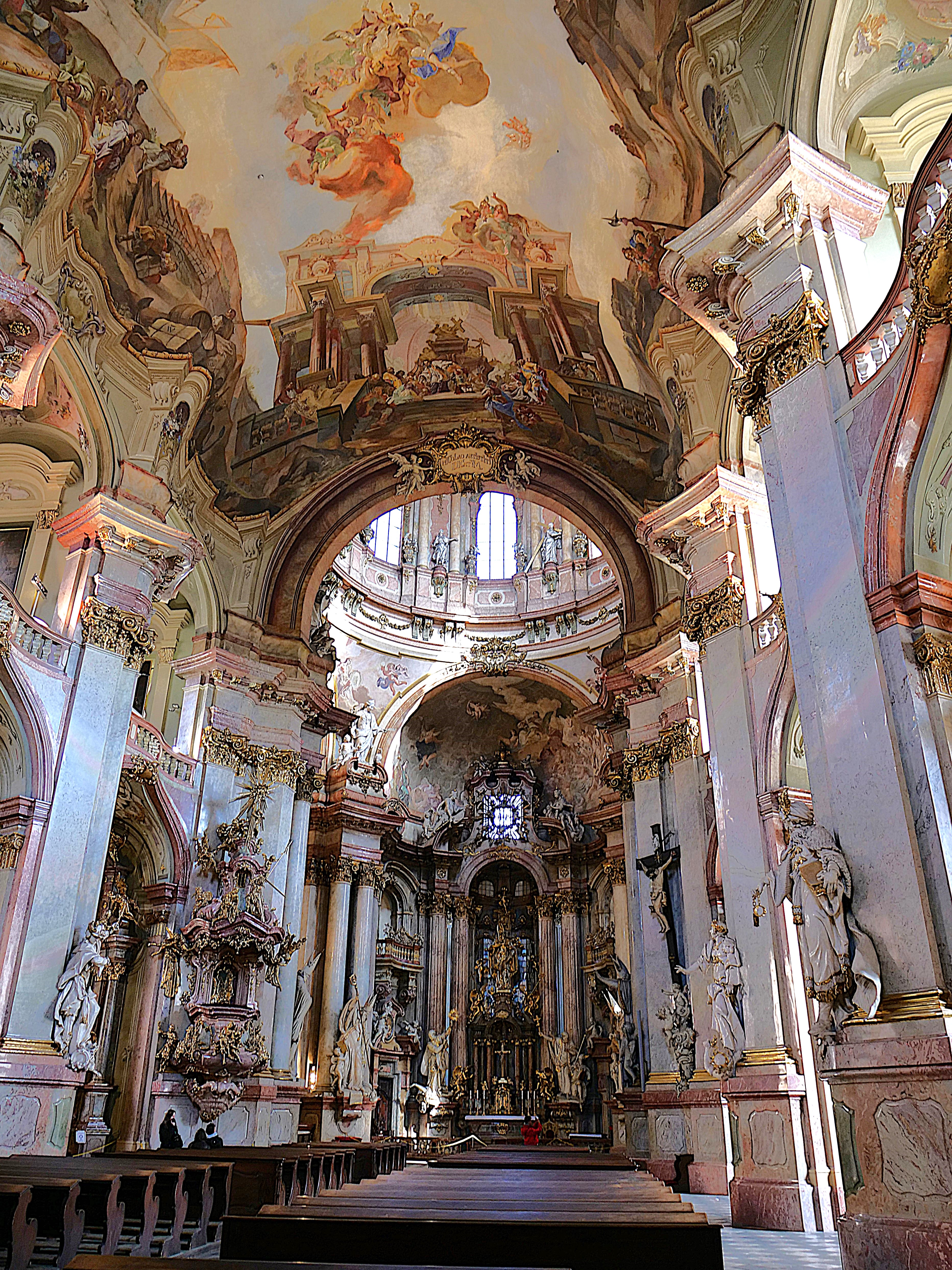
Innenraum

Das prachtvolle Interieur stellt einen Höhepunkt der barocken Kunst dar und sollte die Macht der katholischen Kirche versinnbildlichen. An seiner Ausstattung waren zahlreiche namhafte Künstler beteiligt. Das riesige Deckenfresko Verherrlichung des heiligen Nikolaus von Johann Lucas Kracker gehört mit seiner Ausdehnung von 1500 Quadratmeter zu den größten Gemälden Europas. Die Kuppel ist mit dem Fresko Die Heilige Dreifaltigkeit geschmückt, einem Werk von Franz Xaver Palko, darunter ragen Monumentalstatuen von vier Kirchenlehrern von Ignaz Franz Platzer in die Höhe.
Der Hauptaltar mit der vergoldeten Statue des hl. Nikolaus ist der größte Barockaltar in Prag. Die Statue, wie auch die meisten anderen Altarstatuen in der Kirche, sind das Werk von Ignaz Franz Platzer. Von ihm stammen auch die überlebensgroßen Statuen der Heiligen an den Pfeilern des Kirchenschiffs. Die Kanzel ist mit künstlichem Marmor verkleidet. Sie ist geschmückt mit einer allegorischen Darstellung von Glaube, Liebe und Hoffnung. Eine weitere Statuengruppe stellt die Enthauptung von Johannes dem Täufer dar. Sie sind das Werk von Richard und Peter Prachner.
Links neben dem Eingang, in der Kapelle der hl. Barbara, stehen zwei Holzaltäre: Altar des hl. Kreuzes mit dem Bild Die Kreuzigung von Karel Škréta, und Altar der hl. Barbara mit Schnitzarbeiten von Peter Prachner. Von Karel Škréta stammen auch die wertvollsten Bilder in der Kirche, der zehnteilige Passionszyklus auf der Galerie, der vermutlich aus dem benachbarten Jesuitenkolleg stammt. In einem Seitenaltar links neben dem Hauptaltar ist in einem verglasten Schrein die Kopie der Statue Jungfrau Maria von Foyen untergebracht. Es ist die älteste Statue in der Kirche, die Jesuiten haben sie 1629 aus Belgien mitgebracht.

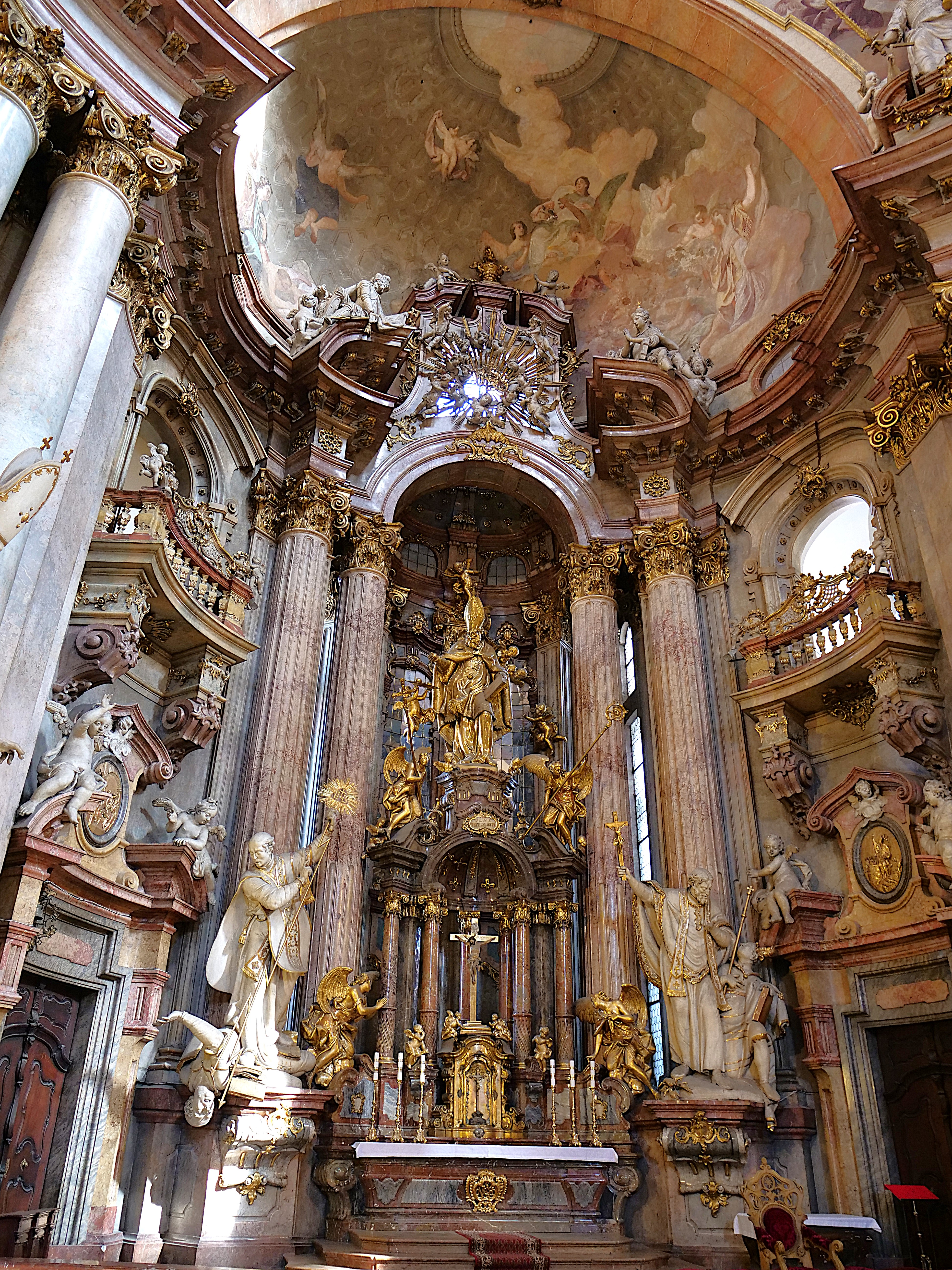
Chor und Altar
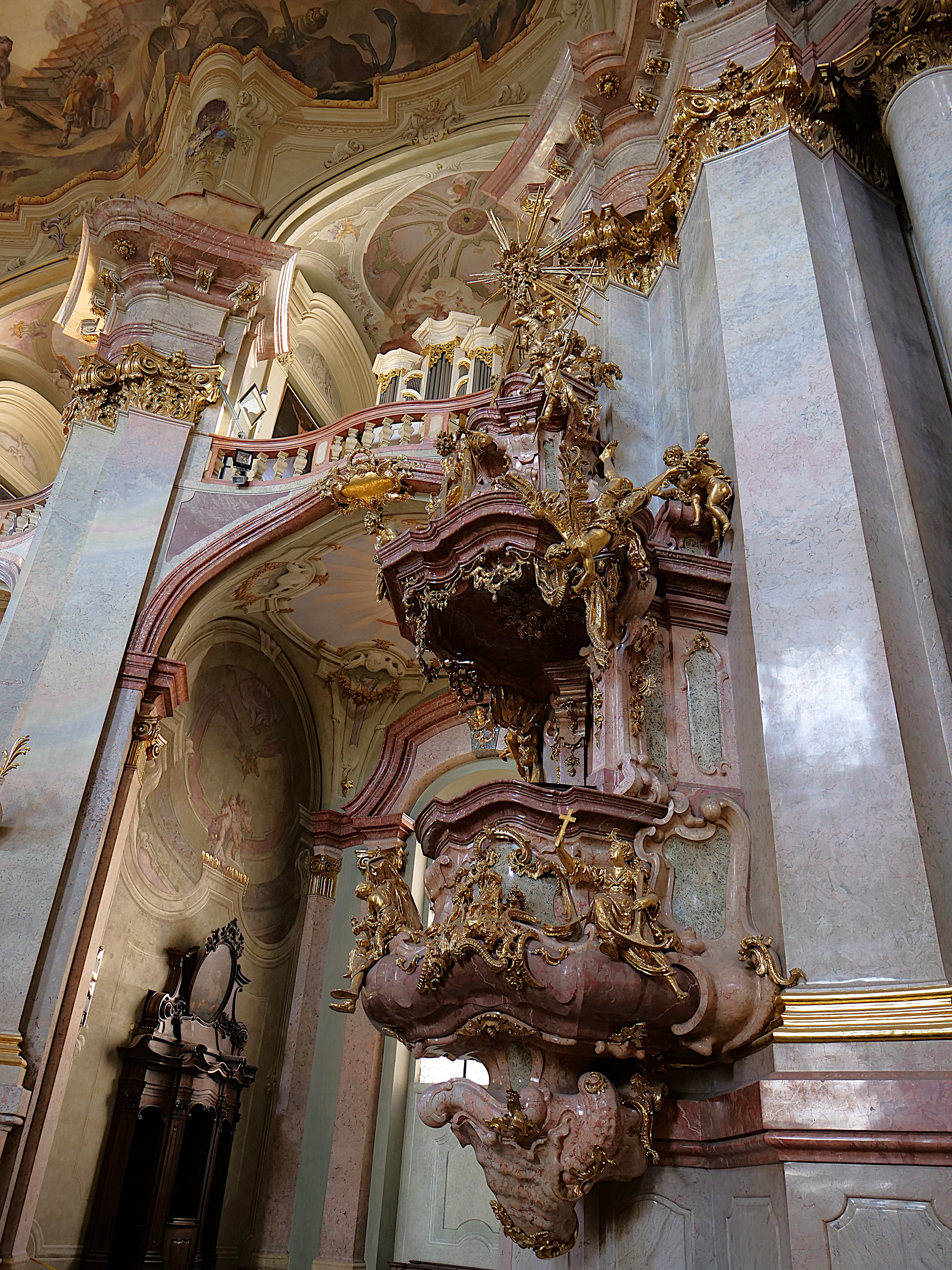
Kanzel
Deckenfresko
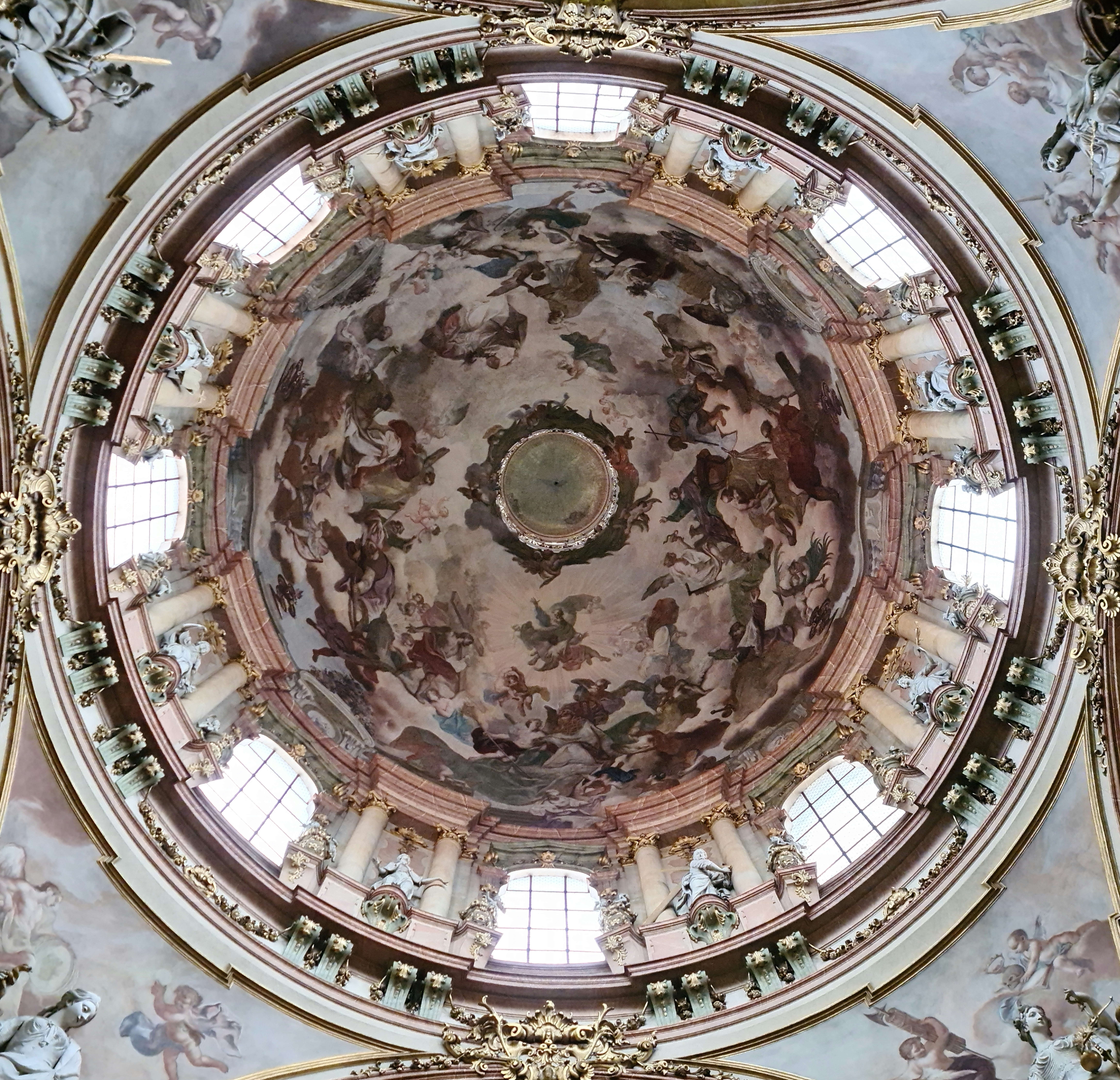
Fresko in der Kuppel

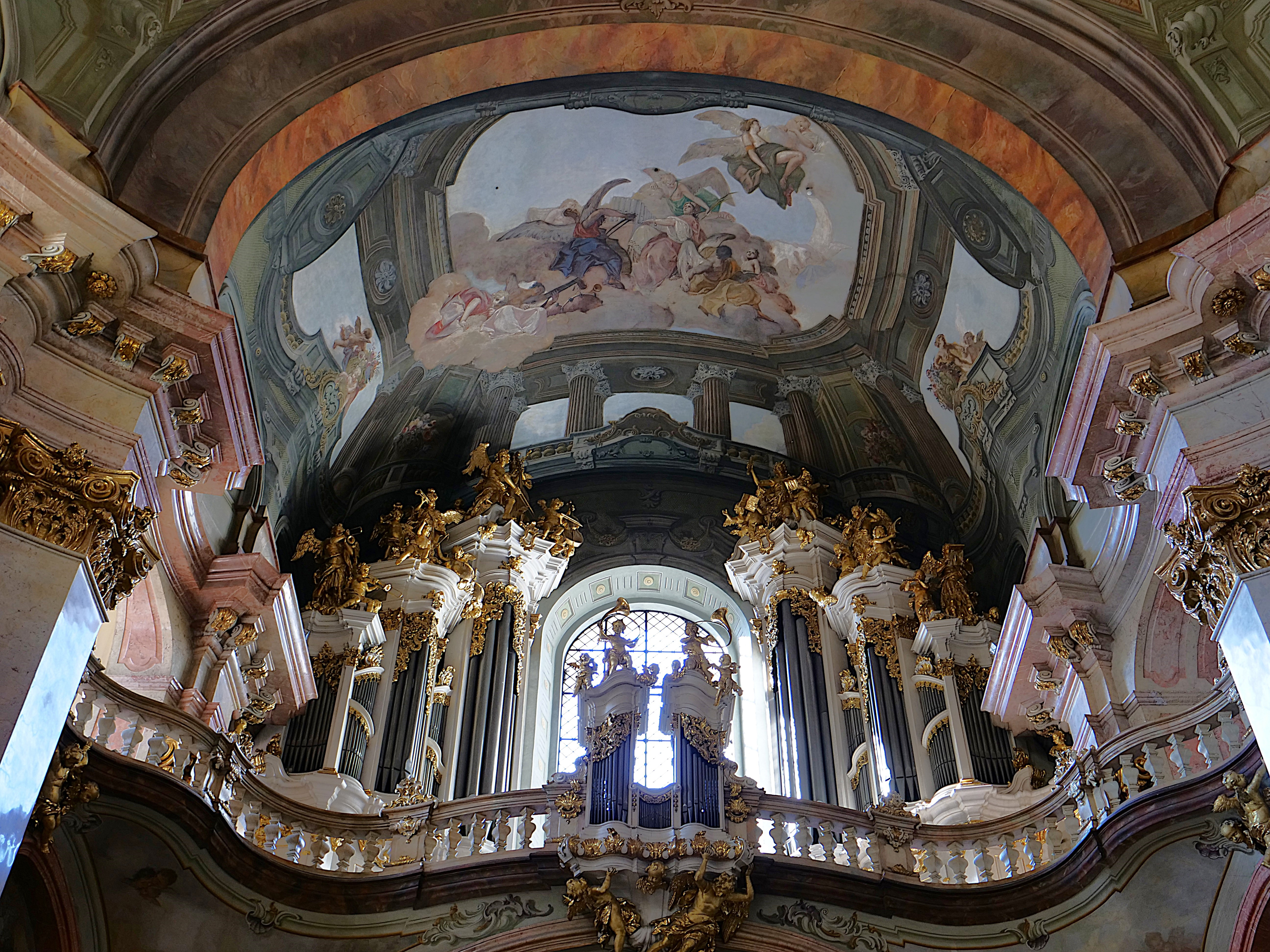
Orgel

Die barocke Orgel baute Tomas Schwarz in den Jahren 1745–1747. Sie hat über 4000 Pfeifen mit einer Länge bis zu 6 Meter. Auf dieser Orgel spielte Wolfgang Amadeus Mozart während seines Aufenthaltes in Prag im Jahr 1787.